# Ceratina zeteki
Ceratina zeteki là một loài Hymenoptera trong họ Apidae. Loài này được Cockerell mô tả khoa học năm 1934.